# Escudería Telmex
La Escudería Telmex, o también llamada Escudería Telmex Telcel por motivos de patrocinio, es un programa de desarrollo de pilotos fundado por el empresario mexicano Carlos Slim Domit en 2002. El programa está diseñado para brindar apoyo tanto a los pilotos latinoamericanos emergentes como a los veteranos. En 2011, Sergio Pérez se convirtió en el primer miembro del programa en competir en Fórmula 1 con la escudería Sauber, seguido de Pietro Fittipaldi en 2020 con Haas.

## Historia
El programa iniciaría el 2 de febrero de 2002 como un proyecto de Carlos Slim Domit y Jimmy Morales para impulsar el automovilismo a nivel nacional e internacional, además de seguir abriendo oportunidades a los jóvenes pilotos mexicanos y latinoamericanos para que accedan a las categorías de mayor prestigio en el mundo.
En 2020, el programa lograría una alianza con la Scuderia Ferrari, esto para buscar jóvenes talentos en Latinoamérica para Ferrari, uniéndose con Motorsport Australia y Tony Kart para llevar talento a la Academia de Pilotos de Ferrari. Tras este alianza, en 2021 el piloto brasileño Rafael Câmara, lograría ser el primer piloto en unirse a a Academia de Ferrari.

## Miembros
| Piloto                  | Categoría reciente                                                                          |
| ----------------------- | ------------------------------------------------------------------------------------------- |
| Sergio Pérez            | Fórmula 1                                                                                   |
| Daniel Suárez           | NASCAR Cup Series                                                                           |
| Memo Rojas              | Campeonato Mundial de Resistencia de la FIA                                                 |
| Benito Guerra Jr.       | Nitro Rallycross                                                                            |
| Tatiana Calderón        | European Le Mans Series                                                                     |
| Pietro Fittipaldi       | Campeonato Mundial de Resistencia de la FIA IMSA SportsCar Championship                     |
| Abraham Calderón        | NASCAR México Series                                                                        |
| Luis Michael Dörrbecker | NASCAR México Series                                                                        |
| Max Gutiérrez           | NASCAR Craftsman Truck Series NASCAR México Series                                          |
| Sebastián Álvarez       | Asian Le Mans Series European Le Mans Series IMSA SportsCar Championship                    |
| Andrés Pérez de Lara    | NASCAR México Series ARCA Menards Series ARCA Menards Series East ARCA Menards Series West  |
| Francisco Name          | Campeonato Mexicano de Rally                                                                |
| Rogelio López III       | NASCAR México Series                                                                        |
| Enzo Fittipaldi         | Campeonato de Fórmula 2 de la FIA                                                           |
| Eloy Sebastian          | NASCAR México Challenge Series                                                              |
| Sebastián Montoya       | Campeonato de Fórmula 2 de la FIA                                                           |
| Ian Aguilera            | Ligier European Series                                                                      |
| Diego Menchaca          | International GT Open                                                                       |
| Santiago Ramos          | Campeonato de Fórmula 3 de la FIA                                                           |
| Noel León               | Campeonato de Fórmula 3 de la FIA                                                           |
| Emerson Fittipaldi Jr.  | Campeonato de Fórmula Regional Europea                                                      |
| Alex García             | European Le Mans Series Campeonato de Fórmula 3 de la FIA                                   |
| Jorge Hernández         | Karting                                                                                     |
| Jesse Carrasquedo Jr.   | Campeonato de EAU de Fórmula 4 Campeonato de Italia de Fórmula 4 Campeonato de España de F4 |
| Manuel Roza             | Campeonato de Fórmula Regional de las Américas                                              |
| Juan Manuel Correa      | Campeonato de Fórmula 2 de la FIA                                                           |
| Rafael Villagómez       | Campeonato de Fórmula 2 de la FIA                                                           |
| Caio Collet             | Indy NXT                                                                                    |
| Mateo García            | Karting                                                                                     |
| Rafael Câmara           | Campeonato de Fórmula Regional de Medio Oriente Campeonato de Fórmula Regional Europea      |
| Fuente:                 |                                                                                             |